# Utagawa Hiroshige II
Utagawa Hiroshige II (歌川広重 2代目?), seudónimo artístico de Suzuki Chinpei (鈴木鎮平?) (1829-1869) fue un pintor y artista gráfico japonés, especializado en los grabados en xilografía de estilo ukiyo-e. 

## Biografía
Fue alumno e hijo adoptivo de Utagawa Hiroshige, momento en que se le dio el gō Shigenobu. Cuando el maestro Hiroshige murió en 1858, Shigenobu se casó con la hija del difunto, Otatsu. En ese momento adoptó el nombre de Hiroshige II. Hacia 1865 el matrimonio se disolvió, trasladándose Hiroshige II a Yokohama y volviendo a usar el nombre Shigenobu. También firmó algunas de sus obras como Ryusho. 
Posteriormente, otro discípulo del primer Hiroshige, Shigemasa, se casó con la hija del maestro, Otatsu, y también empezó a usar el nombre de Hiroshige, siendo conocido como Hiroshige III.